# سینت-آنالند
سینت-آنالند (به هلندی: Sint-Annaland) یک منطقهٔ مسکونی در هلند است که در تولن (هلند) واقع شده‌است. سینت-آنالند ۱۶٫۰۰ کیلومتر مربع مساحت و ۳٬۴۴۵ نفر جمعیت دارد.